# Могилець
Моги́лець (болг. Могилец) — село в Тирговиштській області Болгарії. Входить до складу общини Омуртаг.

## Населення
За даними перепису населення 2011 року у селі проживали 328 осіб, з них 291 особа (99,3%) — турки.
Розподіл населення за віком у 2011 році:
Динаміка населення: